# Fabaeformiscandona balatonica
Fabaeformiscandona balatonica är en kräftdjursart som först beskrevs av Daday 1894.  Fabaeformiscandona balatonica ingår i släktet Fabaeformiscandona och familjen Candonidae. Inga underarter finns listade i Catalogue of Life.